# Virgen de la Antigua (Lequeitio)
La Virgen de La Antigua, Nuestra Señora de La Antigua o Antzinako Ama (en euskera) es una de las advocaciones de la Virgen María.
Es una de las imágenes más apreciadas de la Basílica de la Asunción de Nuestra Señora de Lequeitio, siendo entre las imágenes marianas de su época la única que siga recibiendo culto público después de 800 años, más casi otros 500 años según la tradición. La devoción manifestada ininterrumpidamente a través de los siglos, movió a S. S. el Papa Juan XXIII a declararla Patrona de la Villa de Lequeitio y de su Arciprestazgo.

## Tradición
En su origen se entremezclan la leyenda y la tradición. La creencia de que una imagen de la Virgen María fue encontrada por los pescadores, los cuales la pusieron en sitio resguardado, al día siguiente la imagen había desaparecido del lugar, encontrándola los pescadores más tarde a la orilla de la playa, cerca del mar, sobre un árbol de espino blanco.
Volviendo a guardarla, desapareció de nuevo, encontrándola posteriormente sobre el mismo espino blanco. Ante la repetición del hecho y suponiendo que la virgen deseaba permanecer en ese punto, le construyeron una ermita, haciendo uso del tronco del espino como peana-trono para la imagen.

## Historia
La primera mención fidedigna se incluye en la carta fundacional de la Villa, otorgada en 1325, que reconoce la existencia de «la yglesia de Sancta Maria»; refiriéndose a dicha iglesia, el erudito Iturriza decía de «...la consagración de una iglesia que tuvo lugar en 1287 sobre la primitiva ermita».
Si hubo ermita o iglesia en aquellos años no ha quedado huella alguna visible de ella. De hecho, el testimonio artístico más antiguo que se conserva es la talla de la Virgen con el Niño del siglo XII, a la espera de que la arqueología nos desvele más información algún día.
Menciones
En 1608, Don Juan de Armiaux, en su libro Ramillete de Nuestra Señora de Kodex, escribía: «...en un arenal del mar océano, que ahora es cementerio de la iglesia parroquial de la Villa de Lequeitio, se apareció la imagen de Nuestra Señora "de La Antigua" sobre un espino».
También, Joseph Antonio Ibanez de la Rentería, religioso, en 1696 escribía: «...a la emperatriz de los ángeles, madre dulcísima de los hombres, María Santísima, en su milagrosa imagen de La Antigua, aparecida en la muy noble Villa de Lequeytio del Señorío de Vizcaya».
E Iturriza, en su Historia de Vizcaya, en referencia a la amatxu (en euskera), escribe: «...ahora ocho siglos y medio y aún más venían en públicas romerías varias naciones extranjeras a visitarla, de paso que iban a Santiago de Galicia por la costa marítima, por el temor de los moros que dominaban en Castilla, según consta de los Monumentos de la antigüedad y fragmentos históricos que dejó escrito el Doctor Urrea, varón docto y pío Beneficiario que fue de dicha iglesia parroquial de Santa Maria».

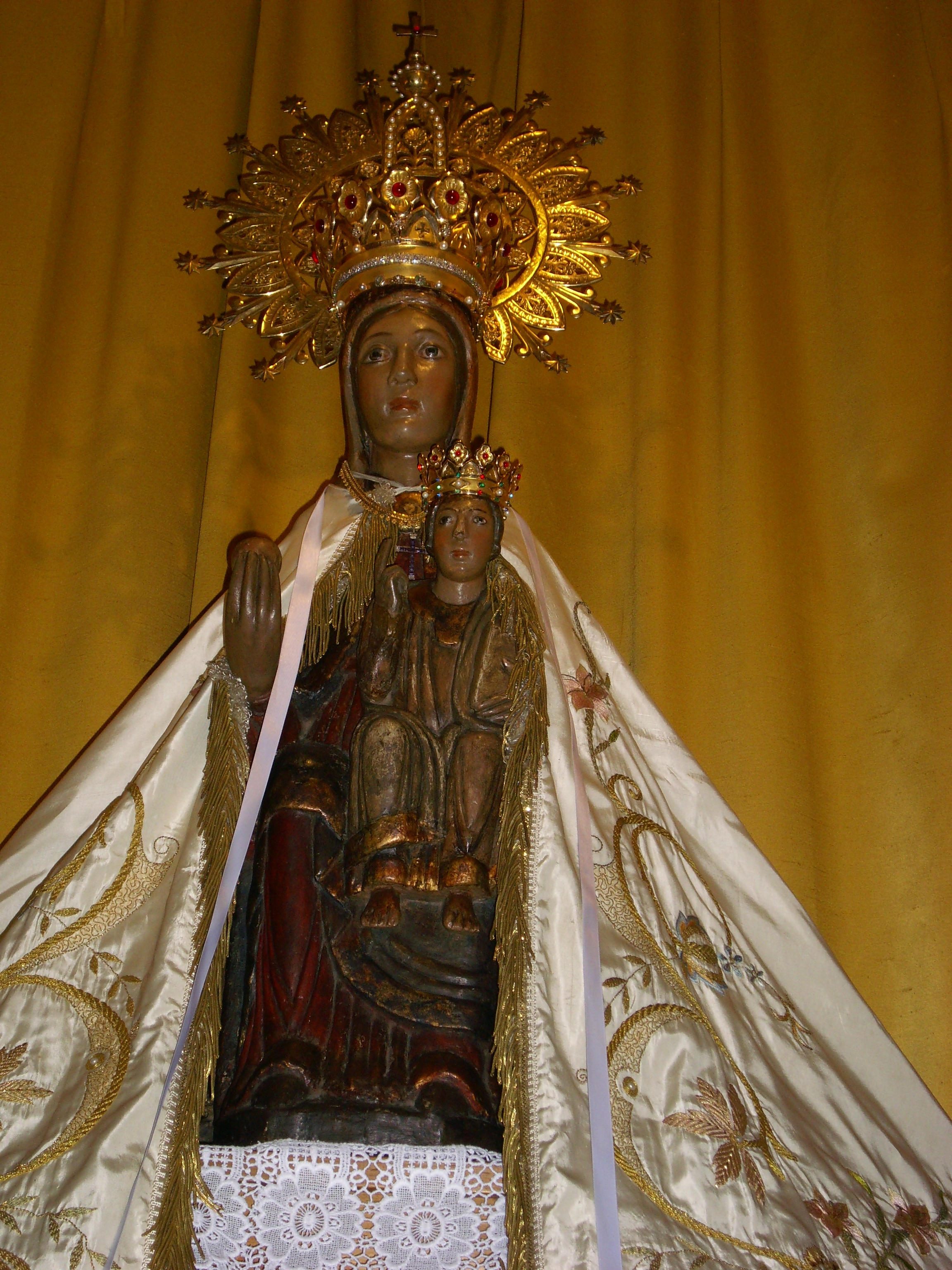
La Virgen engalanada.

## La imagen y su devoción
La imagen de Nuestra Señora de la Antigua es una talla escultórica perteneciente al siglo XII. Mide 78 cm la Madre, y 38 cm el Niño. Con caracteres propios de la imaginería románica, acusado hieratismo y frontalidad, tiene rasgos como el desplazamiento del Niño sobre la rodilla izquierda de María y el gesto protector con que Ésta coloca su mano izquierda en el hombro de Jesús sugieren cierta cronología tardía.
Sea que la devoción comenzó hacia el siglo VIII, siendo aquella otra imagen, la que ahora veneran los lequeitianos, la titular de la iglesia antigua, lo llevan haciendo por más de VIII siglos entonando la Salve cada vez que salían a la mar o mencionando su nombre en cada momento de necesidad.
Entre 1500 y 1683, construido ya el actual templo se la veneraba en un altar adosado a la pared que cerraba la nave lateral izquierda del altar mayor, ya que su Retablo actual debió hacerse hacia el año 1680. Su coronación canónica, otorgada por el Papa Juan XXIII, tuvo lugar el 12 de junio de 1960, y su festividad se celebra el 8 de septiembre.
- Himno a la Virgen de La Antigua:

Elorri zuri ganeko
Andra zoragarria,
Emen daukazu onduan
Zeure Erria,
Zu zaitugu gure poza
Ta errukia.
Bidia erakusteko
Zeru gioko izarra,
Lekitarrentzat edonoiz
Erregiña Zeu zara.

## Galería de fotos adicional

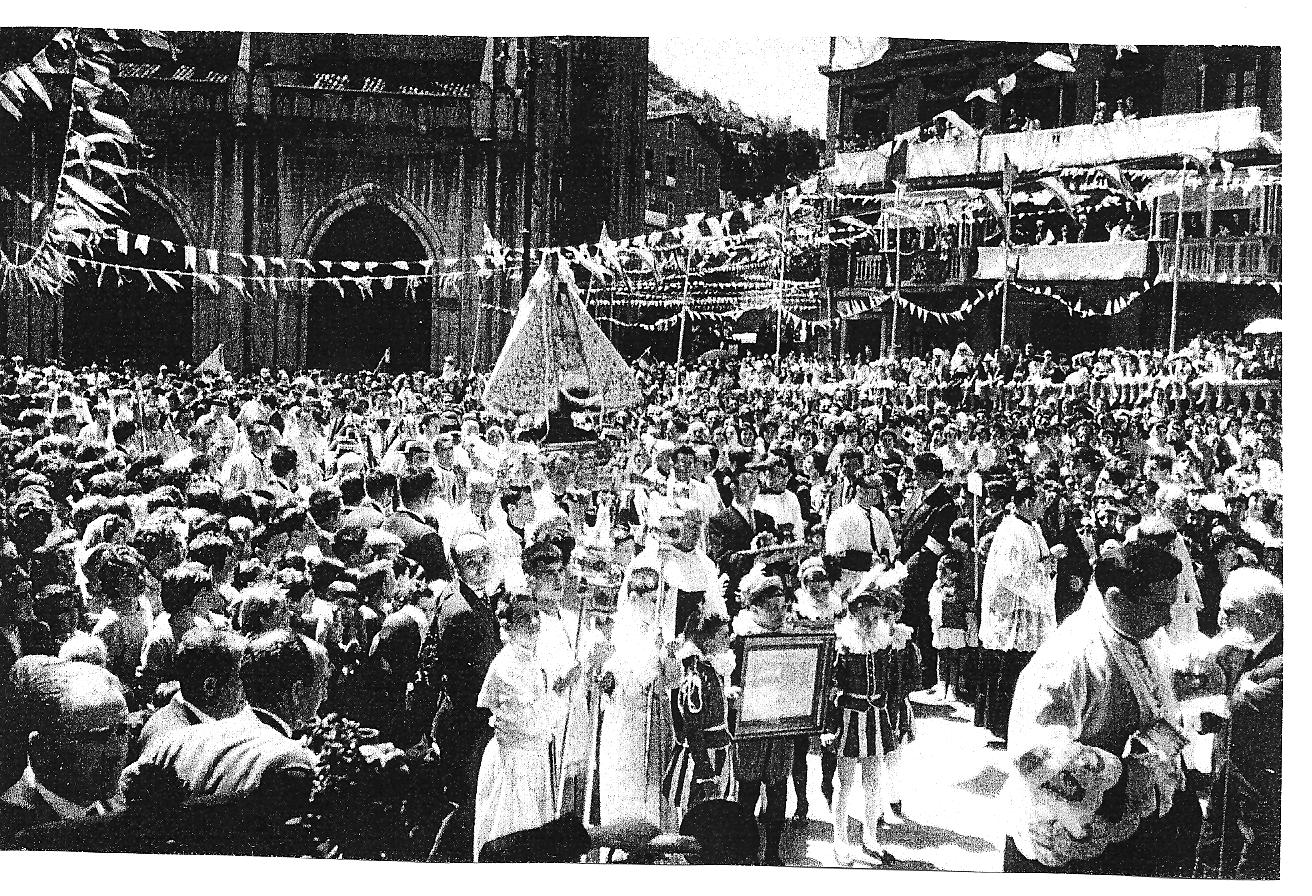
Día de la Coronación
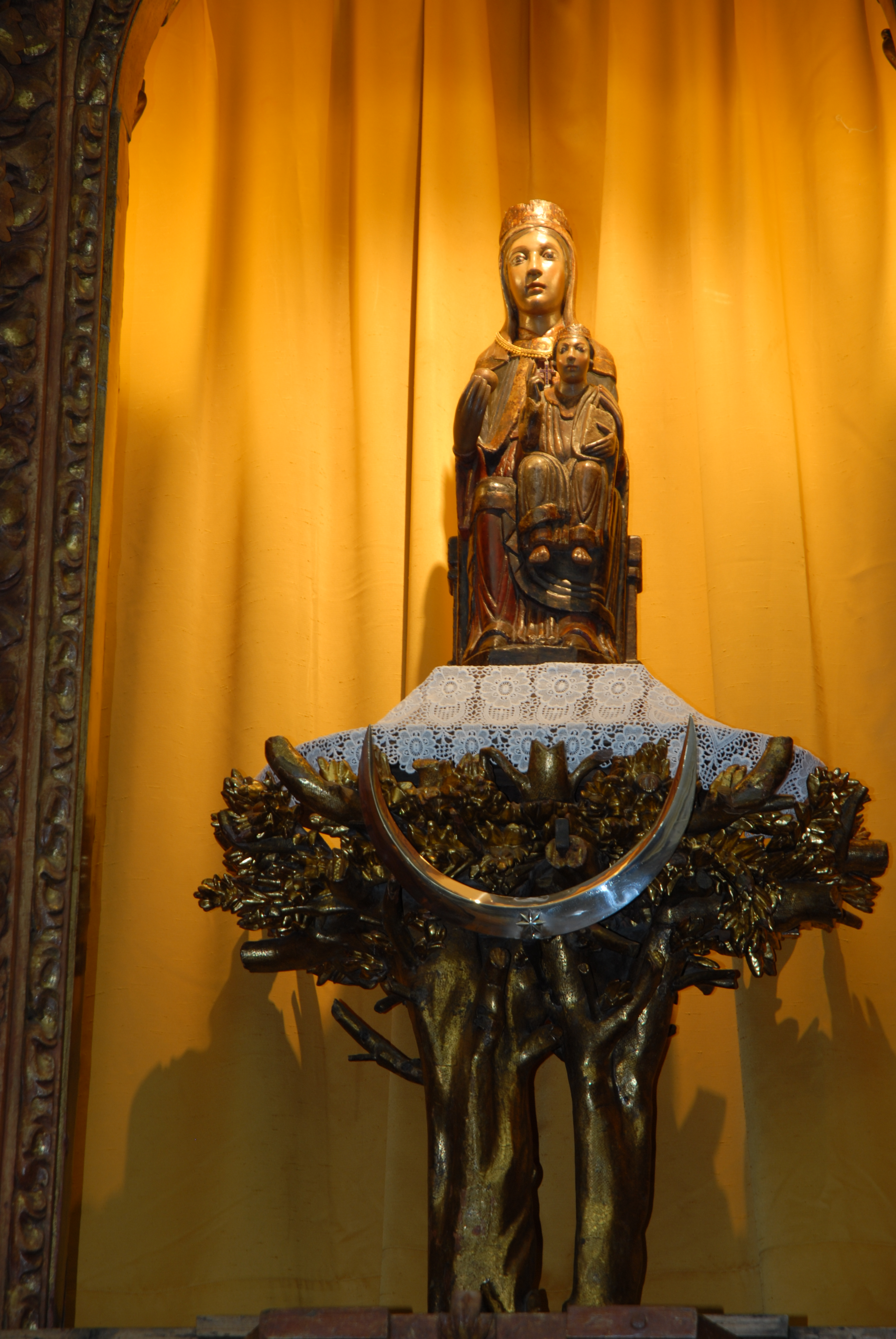
Talla románica del siglo XII
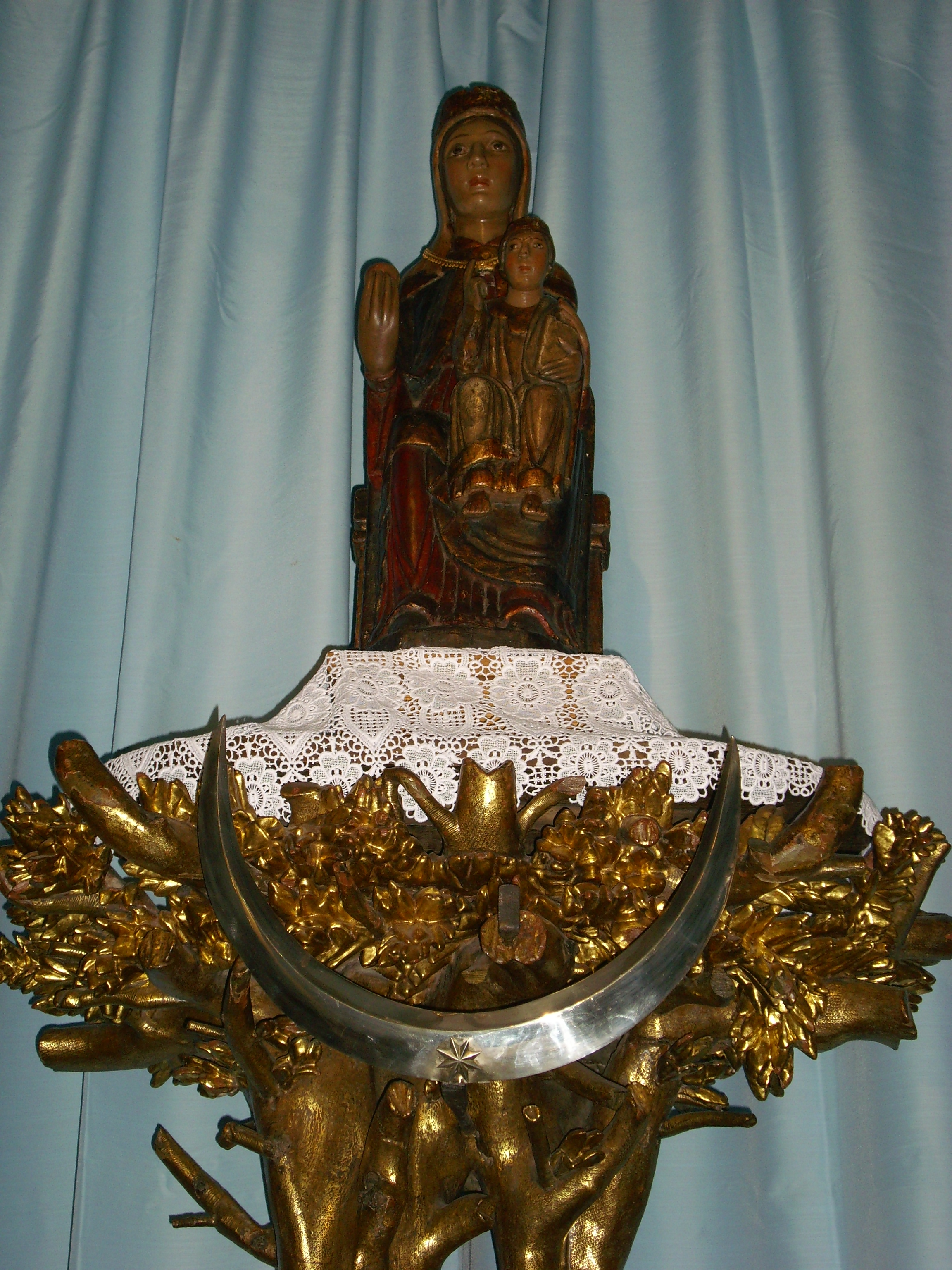
Talla de la Virgen de la Antigua